# Suzanne Klee
Suzanne Klee (* 13. November 1945 in der Schweiz) ist eine Schweizer Country- und Popsängerin. Ihre Musik ist geprägt mit Elementen der Folk-, Pop- und Rock-Musik.

## Leben
Suzanne Klee ist seit den 1970er-Jahren im Musikgeschäft und produzierte zahlreiche Singles und Alben. Sie lebte in Los Angeles, bis sie sich etwa im Jahr 2000 definitiv in der Schweiz niederliess. Nebst der Musik ist Klee eine leidenschaftliche Malerin. Mit ihren Katzenbildern ist sie fast so erfolgreich wie mit ihrer Musik.

## Auszeichnungen
Mit dem Lied Wenn du nicht weisst, wohin erzielte Klee 1980 den dritten Preis an der deutschen Vorausscheidung zum Grand Prix Eurovision.

## Diskografie

### Alben
- 1978: Sayin’ I Love You
- 1979: It Was Time
- 1980: Collection
- 1980: Suzanne Klee
- 1981: Old Flames
- 1983: Christmas
- 1984: Real Country
- 1986: The Greatest Country Love Songs
- 1987: Made in America
- 1989: 21 Country Greats
- 1990: California Blue
- 1991: In Love With Country
- 1992: My Way or the Highway
- 1994: Love Songs
- 1995: I’m a Woman
- 1996: Sweet Nothin’s
- 1996: My Early Collection
- 2000: Cazzz + Traxxx
- 2008: Simply My Best

### Singles
- 1967: Mr. Zero / Punch and Judy Girl
- 1974: So wie heut war’s noch nie / Wenn die Liebe will
- 1976: Sie hiess Lisa (I’m Not Lisa, By Jessi Colter) / Delta Dawn
- 1977: We Make a Beautiful Pair (From "Shenandoah" Musical) / Delta Dawn
- 1977: Wir sind ein herrliches Paar (From "Shenandoah") / 10'000 Meilen (Helmut Zacharias/g. Loose)
- 1977: Let Me Be the One / Bayou Bartholomew
- 1978: I’ll Never Get Over You (Mitch Johnson) / Beyond Love (Barry Mann / Harry Shannon)
- 1979: Mother Country Music (Joe Nixon) / For No Reason At All (By And With Barry Mann)
- 1979: Sometimes You Don’t Know It’s Love / I Tried Not Falling in Love With You
- 1980: Wenn Du nicht weisst, wohin
- 1980: Morgen ist heute schon gestern / Mother Country Music
- 1980: Leavin’ You Is Easier (Chris Thompson) / Mauern aus Glas (Michael Kunze)
- 1981: Ich bin dein Engel bis zum Morgen (Kunze) (Angel Of The Morning) / Ich hab immer gedacht...
- 1981: Wasn’t That Love / Unimportant Love Affair
- 1982: Would You Lay With Me (In A Field Of Stone) / Old Flames
- 1982: Small Two-Bedroom Starter / Louisiana
- 1984: What Are You Waitin’ For / Battle of New Orleans
- 1988: A Little Bit of Heaven / You Didn’t Have to Love Me

### Specials
- 1994: If I Read You Right
- 1995: Music Jubilee Party
- 1998: Country Gala for Kids